# Rathaus (Grafenwöhr)

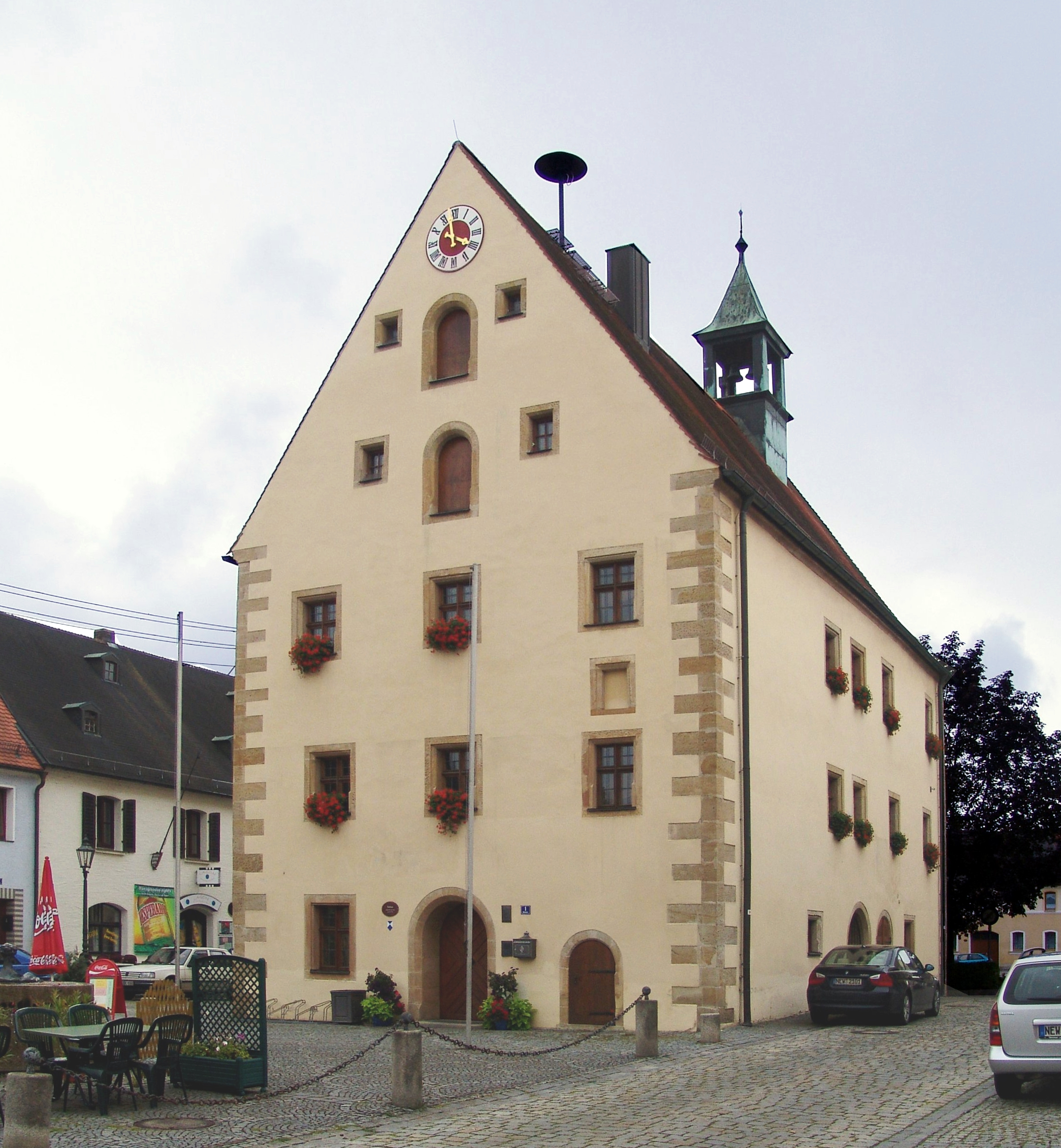
Rathaus in Grafenwöhr

Das Rathaus in Grafenwöhr, einer Stadt im Oberpfälzer Landkreis Neustadt an der Waldnaab in Bayern, wurde 1462 errichtet. Das Rathaus am Marktplatz 1 ist ein geschütztes Baudenkmal. 
Der dreigeschossige Steildachbau mit spätgotischen Fenstergewänden und Eckquaderung hat drei zu vier Fensterachsen. Der offene Dachreiter mit zwei Glocken und Zeltdach wird von einer Wetterfahne bekrönt. In der Giebelspitze ist eine Uhr angebracht.
Die Westfassade wurde 1920 überarbeitet.